# Exetastes septum
Exetastes septum là một loài tò vò trong họ Ichneumonidae.